# Salient Nunatak
Der Salient Nunatak (von englisch salient ‚auffällig, auffallend, hervorstechend‘) ist ein markanter und spitzer Nunatak im westantarktischen Marie-Byrd-Land. Er ragt 5 km nordöstlich des Mount Glossopteris an der Nordseite der Ohio Range in den Horlick Mountains auf.
Der United States Geological Survey kartierte ihn anhand eigener Vermessungen und mithilfe von Luftaufnahmen der United States Navy aus den Jahren von 1958 bis 1969. Das New Zealand Antarctic Place-Names Committee im Zuge von Feldforschungsarbeiten des New Zealand Antarctic Research Programme zwischen 1983 und 1984.